# Некрополь Монтероцци
Некрополь Монтероцци (итал. Necropoli dei Monterozzi) — античный этрусский некрополь близ города Тарквиния в Италии. Включён в список Всемирного наследия ЮНЕСКО наряду с некрополем в Черветери в 2004 году.

## Описание некрополя
Некрополь расположен к западу от города Тарквиния на холме Монтероцци.
Некрополь Монтероцци содержит захоронения, сделанные в период IX—I веков до н. э., и состоит из 6000 гробниц, вырубленных в скалах и покрытых сверху земляными насыпями. В гробницах обнаружено около 200 настенных росписей, старейшие из которых датируются VII веком до н. э. Также в усыпальницах были найдены саркофаги, украшенные барельефами и изображениями умерших.
Планировка некрополя представляет собой копию градостроительной схемы этрусской цивилизации, а сами склепы копируют их здания. Большинство из гробниц были сооружены для одной пары и представляют собой один погребальный зал.

## Описания отдельных гробниц

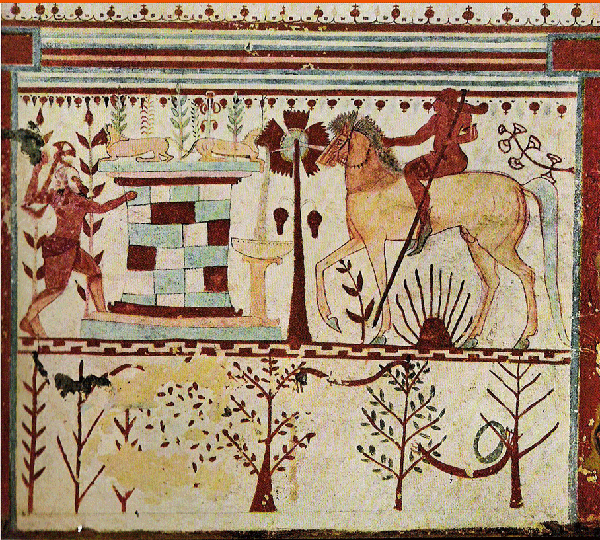
Роспись центрального простенка гробницы Быков

### Гробница Быков
Гробница, относящаяся к VI веку до н. э., состоит из трёх помещений — широкого зала, из которого ведут две двери в небольшие камеры. Крыша здания двускатная, как и кровля жилых домов этрусков.
Роспись имеется только на стенах центрального зала и представляет собой сюжетные композиции. Простенок между дверями заполнен изображению сюжета из Илиады — вооруженный Ахилл пытается из-за укрытия напасть на Троила. Верхняя часть колодца, за которым прячется Ахилл, украшена скульптурами животных, все остальное свободное пространство заполнено растениями. Характер этой росписи типичен для этрусского искусства — размеры всадника и лошади непропорциональны, а контурные линии всех элементов изображения выписаны достаточно резко.
В левой части люнета изображены два сфинкса, движущиеся к центру стены. Животные размещены таким образом, что их головы, крупы и спины касаются кровли, создавая ощущение, что их тела поддерживают кровлю сооружения. В правой части люнета написана сцена преследования всадника быком. Свободное место в обеих фресках заполнено растительными мотивами.

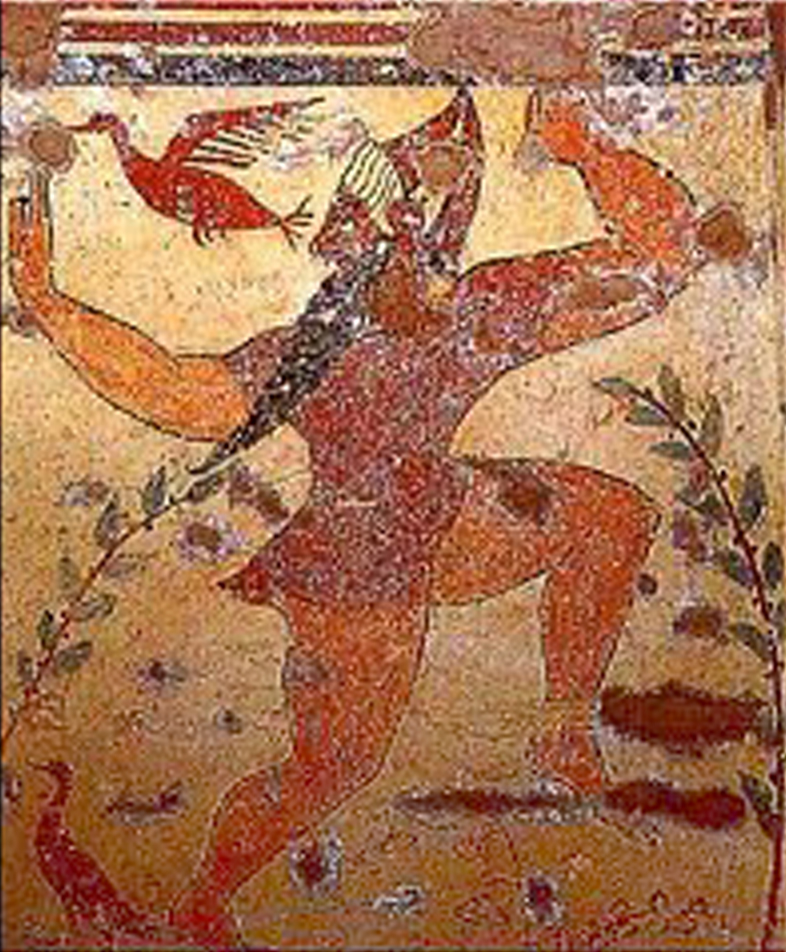
Роспись на левой стене гробницы Авгуров

### Гробница Авгуров
Гробница, относящаяся к VI веку до н. э., состоит из одной камеры с двускатной кровлей. На стене напротив входа расположена имитация двустворчатой двери, рядом с которой изображены двое чернобородых мужчин в длинных белых хитонах и коротких черных плащах.
На боковых стенах изображения более динамичны. На левой стене бородатый этруск в коротком хитоне танцует возле деревьев, рядом с танцором летают птицы. На правой стене нарисована борьба двух атлетов — молодого и пожилого.

### Гробница Львиц
Гробница Львиц, относящаяся в IV веку до н. э., представляет собой небольшую комнату с остроконечной крышей. Сверху изображена шахматная клетка, имитирующая черепицу, в углах и серединах стен выписаны тосканские колонны, поддерживающие кровлю.
Центральный фриз помещения занят изображениями танцоров и музыкантов, под ними — пальметты в зелёной и синей гамме, а ещё ниже — поверхность моря с выпрыгивающими из него дельфинами и летящими птицами.

## История исследования
Современный интерес к некрополю Монтероцци начался в XVII—XVIII веках, когда учёные начали исследование и описание захоронений, и к первой половине XIX века было открыто большинство гробниц. В 1834 году это место посетил баварский король Людвиг I, заказавший художникам копии этрусских фресок для Старой пинакотеки в Мюнхене.
С 1950-х годов некрополь исследуется геофизическими методами.

## Включение в список Всемирного наследия
Этрусский некрополь в Тарквинии был включен в список Всемирного наследия ЮНЕСКО в 2004 году по трём критериям:
- объект представляет собой шедевр человеческого созидательного гения (i): настенная живопись в гробницах некрополя Монтероции является исключительной и по исполнению, и по содержанию, она изображает различные аспекты жизни этрусков и их верования[1];
- объект является уникальным или по крайней мере исключительным для культурной традиции или цивилизации, которая существует до сих пор или уже исчезла (iii): некрополь представляет собой уникальное свидетельство цивилизации и культуры древних этрусков, многие гробницы являются копиями этрусских зданий[1];
- объект является выдающимся примером конструкции, архитектурного или технологического ансамбля или ландшафта, которые иллюстрируют значимый период человеческой истории (iv): гробницы некрополя представляют собой такие типы зданий, аналогов которым не существует, также планировка мест захоронения является копией градостроительных схем этрусков[1].

## Галерея

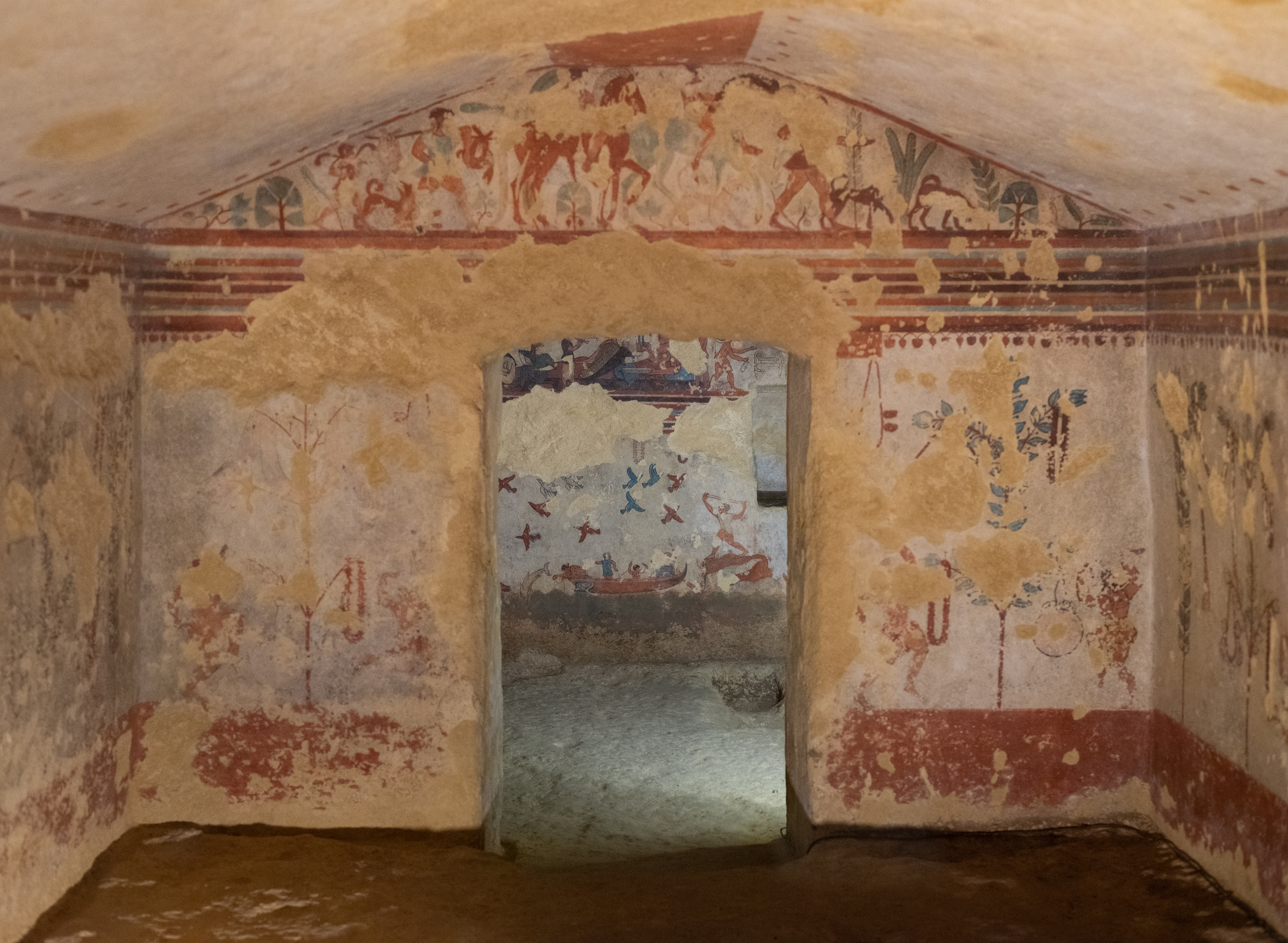
Гробница охоты и рыбалки
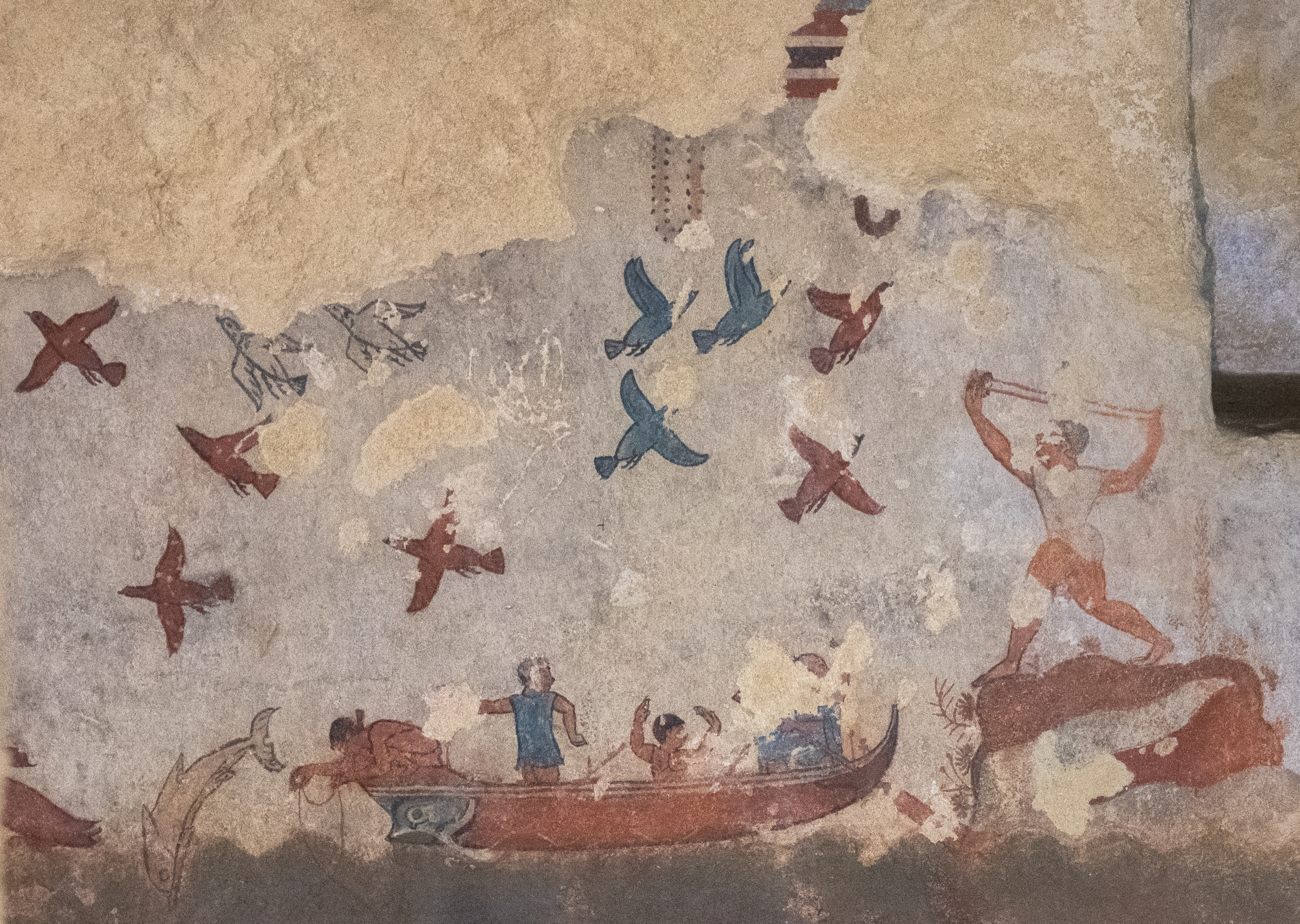
Гробница охоты и рыбалки, фреска дальней комнаты
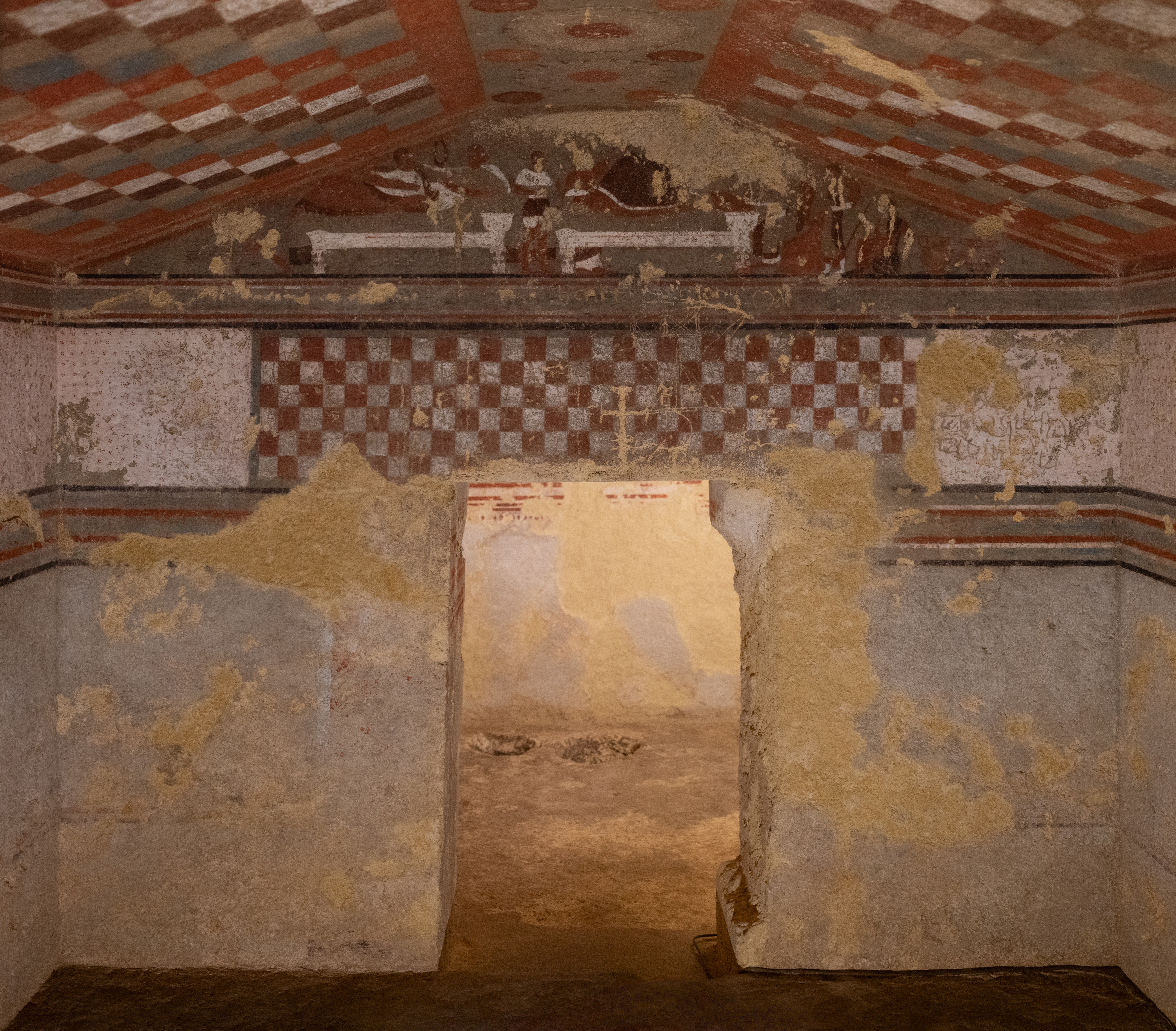
Гробница Барточчини
Гробница леопардов
Гробница оленьей охоты
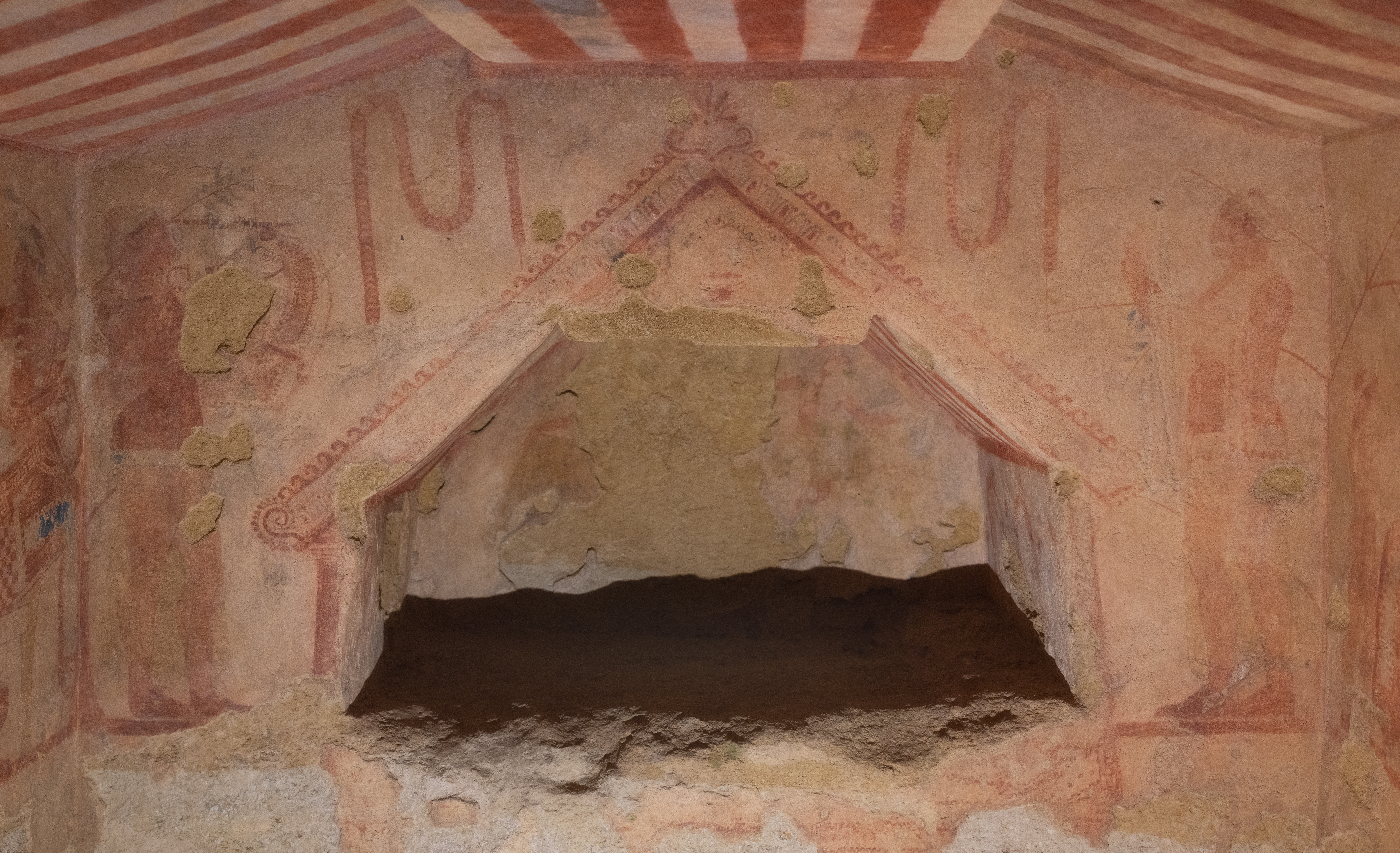
Гробница Pulcella
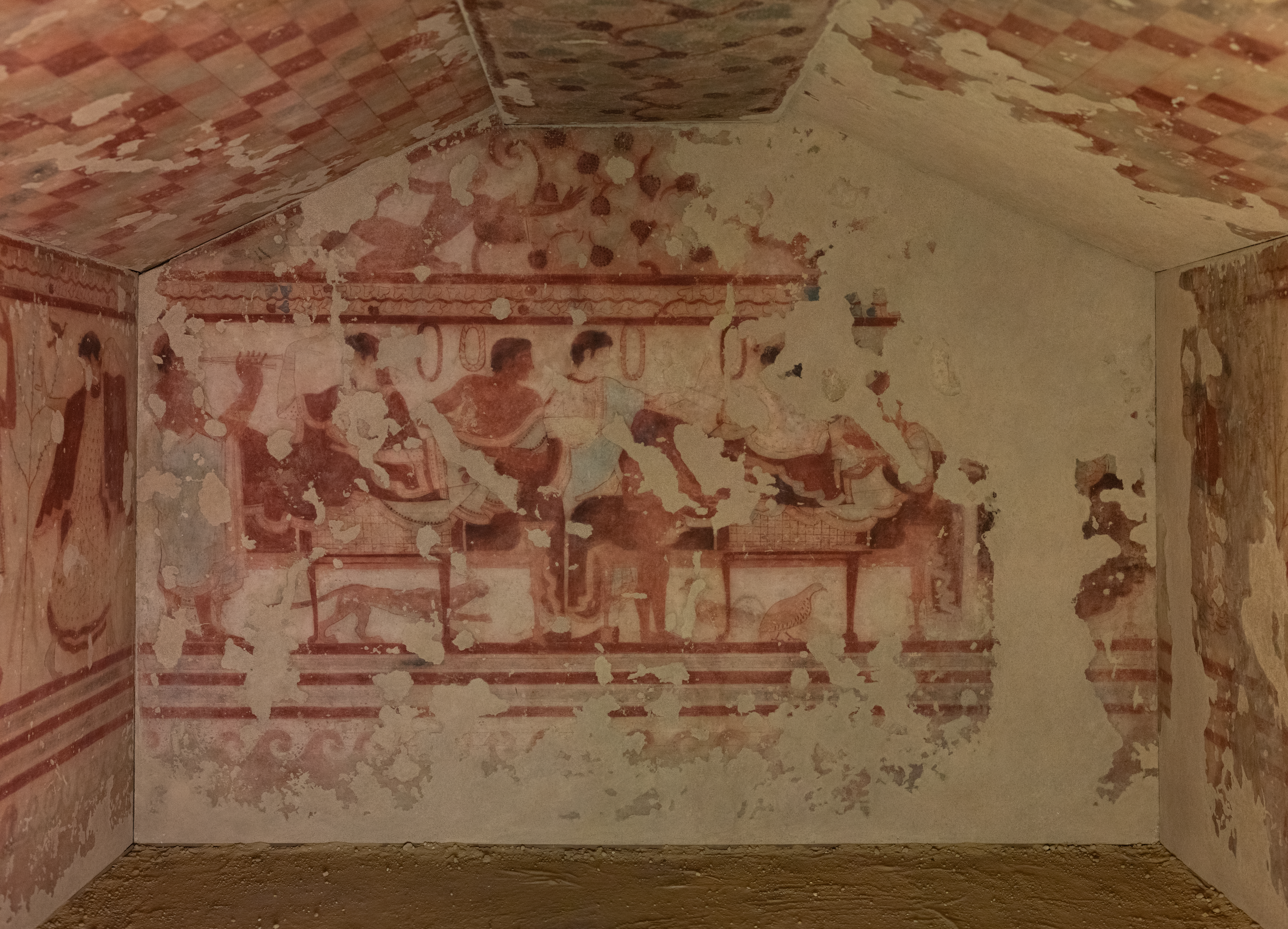
Гробница триклиния
Гробница Беттини
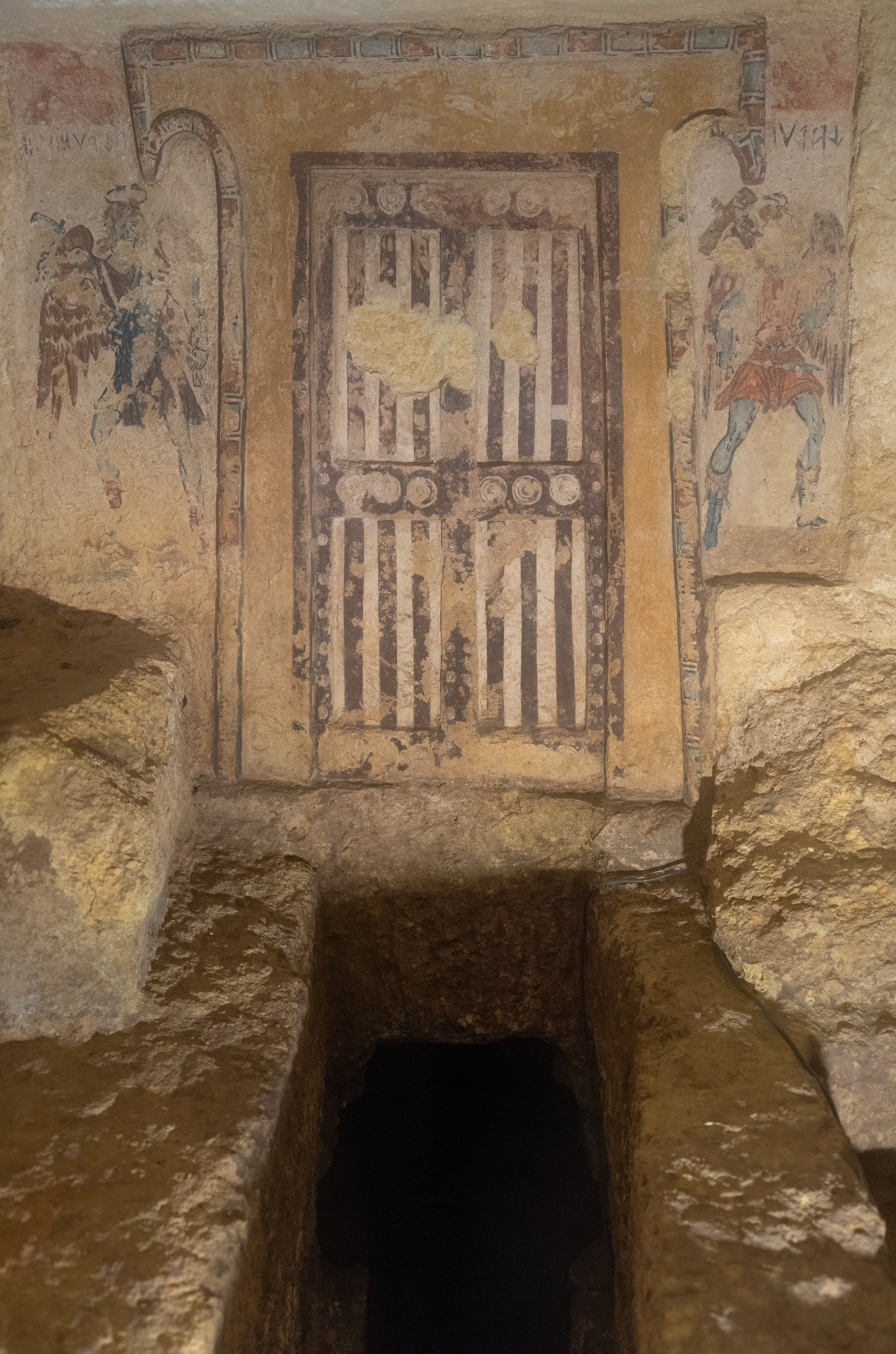
Гробница харунов